# Святославка (Костанайская область)
Святославка (каз. Святославка) — село в Карабалыкском районе Костанайской области Казахстана. Входит в состав Белоглинского сельского округа. Находится примерно в 21 км к северо-востоку от районного центра, посёлка Карабалык. Код КАТО — 395033300.

## История
Село основано в 1911 году переселенцами с Украины.

## Население
В 1999 году население села составляло 650 человек (320 мужчин и 330 женщин). По данным переписи 2009 года, в селе проживало 535 человек (255 мужчин и 280 женщин).
Основную массу населения составляют украинцы.

## Известные жители и уроженцы
- Гноевой, Николай Васильевич (1922—1998) — Герой Социалистического Труда.